# Robert K. G. Temple
Robert K. G. Temple (născut în SUA în 1945) este un scriitor american cunoscut mai ales pentru cartea sa controversată, Sirius Mystery(1976; deși a început să o scrie din 1967) care prezintă ideea că poporul Dogon păstreză tradiția de contact cu ființe extraterestre inteligente din sistemul stelar  Sirius. Scrierile sale despre Dogon se bazează pe o interpretare a unei lucrări de etnografie a lui Marcel Griaule si Germaine Dieterlen.

## Lucrări
- Sirius Mystery
- The Sphinx Mystery (cu Olivia Temple)
- Oracles of the Dead
- The Crystal Sun
- Aesop. The Complete Fables